# عقد 1300 هـ
عقد 1300 هـ هو الفترة بين عام 1300 إلى 1309 في التقويم الهجري، أي العشر سنوات الأولى من القرن الرابع عشر الهجري.